# サマー・メイク・グッド
『サマー・メイク・グッド』（英: Summer Make Good）は、アイスランド・レイキャビク出身のエレクトロニカを代表するバンド『ムーム（múm）』のサード・アルバムである。2004年にリリース。

## 収録曲
1. Hu Hviss
2. Weeping Rock, Rock
3. Nightly Cares
4. The Ghosts You Draw On My Back
5. Stir
6. Sing Me Out the Window
7. Island of Childrens Children
8. Away
9. Oh How the Boat Drifts
10. Will the Summer Make Good for all of our sins?
11. Abandoned Ship Bells